# Sullivantia
Sullivantia là một chi thực vật có hoa trong họ Saxifragaceae.